# Zonsverduisteringen van 1951 t/m 1960
De periode 1951 t/m 1960 bevat 22 zonsverduisteringen. Deze zijn onderverdeeld in de volgende typen:
- 7 totale
- 9 ringvormige
- 0 hybride
- 6 gedeeltelijke

## Overzicht
Onderstaand overzicht bevat alle details van deze zonsverduisteringen.
| Datum        | UTC op Max | Type         | Stijl                         | Saros nr | Magni- tude | Lengte op Max | Regio's in het gehele eclipsgebied                                                                                          | Regio's met het eclipspad |
| ------------ | ---------- | ------------ | ----------------------------- | -------- | ----------- | ------------- | --- | --- |
| 7 mrt. 1951  | 20:53:40   | ringvormig   | centraal                      | 129      | 0.990       | 00m59s        | Nieuw-Zeeland, Grote Oceaan, zuidelijk Noord-Amerika, noordwestelijk Zuid-Amerika                                           | Nieuw-Zeeland, Nicaragua |
| 1 sep. 1951  | 12:51:51   | ringvormig   | centraal                      | 134      | 0.975       | 02m36s        | oostelijk Noord-Amerika, Caribisch gebied, noordelijk Zuid-Amerika, westelijk Europa, Afrika                                | oostelijke Verenigde Staten, westelijke Sahara, Mauritanië, Mali, Ivoorkust, Ghana, Congo, Democratische Republiek Congo, Angola, Botswana, Zimbabwe, Mozambique, Madagaskar |
| 25 feb. 1952 | 09:11:35   | totaal       | centraal                      | 139      | 1.037       | 03m09s        | Europa, Afrika, Azië | Gabon, C.A.R., Soedan, Saoedi-Arabië, Irak, Iran, Turkmenistan, Oezbekistan, Kazachstan, Rusland                                                                             |
| 20 aug. 1952 | 15:13:35   | ringvormig   | centraal                      | 144      | 0.942       | 06m40s        | Midden-Amerika, Zuid-Amerika                                                                                                | Peru, Chili, Bolivia, Argentinië, Uruguay |
| 14 feb. 1953 | 00:59:30   | gedeeltelijk |                               | 149      | 0.760       | -             | oostelijk Azië, Grote Oceaan, Alaska                                                                                        | |
| 11 juli 1953 | 02:44:14   | gedeeltelijk |                               | 116      | 0.201       | -             | Alaska, noordelijk Canada, Groenland                                                                                        | |
| 9 aug. 1953  | 15:55:03   | gedeeltelijk |                               | 154      | 0.373       | -             | zuidelijk Chili, zuidelijk Argentinië, zuidpoolgebied                                                                       | |
| 5 jan. 1954  | 02:32:01   | ringvormig   | centraal                      | 121      | 0.972       | 01m42s        | zuidelijke Grote Oceaan, Nieuw-Zeeland, zuidpoolgebied                                                                      | zuidpoolgebied |
| 30 juni 1954 | 12:32:38   | totaal       | centraal                      | 126      | 1.036       | 02m35s        | centrale Verenigde Staten, oostelijke Verenigde Staten, Canada, Caribisch gebied, noordelijk Afrika, Europa, westelijk Azië | noordelijke Verenigde Staten, oostelijk Canada, Groenland, IJsland, Noorwegen, Zweden, Wit-Rusland, Oekraïne, Rusland, Iran, Afghanistan, Pakistan, India                    |
| 25 dec. 1954 | 07:36:43   | ringvormig   | centraal                      | 131      | 0.932       | 07m39s        | zuidelijk Afrika, Indische Oceaan, zuidoostelijk Azië, Australië                                                            | Namibië, Zuid-Afrika, Indische Oceaan, Indonesië |
| 20 juni 1955 | 04:10:42   | totaal       | centraal                      | 136      | 1.078       | 07m08s        | oostelijk Afrika, oostelijk Azië, oostelijk Indië, noordelijk Australië                                                     | Sri Lanka, Myanmar, Thailand, Laos, Cambodja, Vietnam, Filipijnen |
| 14 dec. 1955 | 07:02:26   | ringvormig   | centraal                      | 141      | 0.918       | 12m09s        | centraal Afrika, oostelijk Afrika, Midden-Oosten, Azië, oostelijk Indië                                                     | Tsjaad, Soedan, Ethiopië, Somalië, Myanmar, Thailand, Laos, Vietnam, zuidoostelijk China                                                                                     |
| 8 juni 1956  | 21:20:39   | totaal       | centraal                      | 146      | 1.058       | 04m45s        | Nieuw-Zeeland, Grote Oceaan                                                                                                 | zuidelijke Grote Oceaan |
| 2 dec. 1956  | 08:00:35   | gedeeltelijk |                               | 151      | 0.805       | -             | Europa, noordelijk Afrika, Midden-Oosten, centraal Azië                                                                     | |
| 30 apr. 1957 | 00:05:28   | ringvormig   | niet Centraal geen noordgrens | 118      | 0.980       | -             | oostelijk Azië, noordwestelijk Noord-Amerika                                                                                | noordelijk Rusland |
| 23 okt. 1957 | 04:54:02   | totaal       | niet Centraal geen zuiddgrens | 123      | 1.001       | -             | zuidelijk Afrika, zuidpoolgebied                                                                                            | zuidpoolgebied |
| 19 apr. 1958 | 03:27:17   | ringvormig   | centraal                      | 128      | 0.941       | 07m07s        | Azië, oostelijk Indië, Grote Oceaan                                                                                         | Myanmar, Thailand, Laos, Cambodja, Vietnam, China, Japan |
| 12 okt. 1958 | 20:55:28   | totaal       | centraal                      | 133      | 1.061       | 05m11s        | Australië, Nieuw-Zeeland, Grote Oceaan, zuidwestelijk Zuid-Amerika                                                          | Grote Oceaan, Chili, Argentinië |
| 8 apr. 1959  | 03:24:08   | ringvormig   | centraal                      | 138      | 0.940       | 07m26s        | oostelijk Indië, Australië, Nieuw-Zeeland, Grote Oceaan                                                                     | Australië |
| 2 okt. 1959  | 12:27:00   | totaal       | centraal                      | 143      | 1.033       | 03m02s        | oostelijk Noord-Amerika, Europa, Afrika, westelijk Azië                                                                     | noordoostelijke Verenigde Staten, westelijke Sahara, Mauritanië, Mali, Niger, Nigeria, Tsjaad, Soedan, Ethiopië, Somalië                                                     |
| 27 mrt. 1960 | 07:25:08   | gedeeltelijk |                               | 148      | 0.706       | -             | zuidpoolgebied, zuidelijk Indië, Australië                                                                                  | |
| 20 sep. 1960 | 22:59:56   | gedeeltelijk |                               | 153      | 0.614       | -             | noordoostelijk Azië, Noord-Amerika                                                                                          | |

### Legenda
| Kolomhoofd                         | Uitleg                                                                                                |
| ---------------------------------- | --- |
| Datum                              | Datum op het moment van het maximum van de eclips                                                     |
| UTC op Max                         | Tijd in UTC op het moment van het maximum van de eclips                                               |
| Type                               | Type van de eclips                                                                                    |
| Stijl                              | Binnen een type zijn verschillende stijlen mogelijk                                                   |
| Sarosnr                            | Het nr van de sarosreeks waartoe de eclips behoord                                                    |
| Magnitude                          | Percentage van verduistering van de middellijn van de zon op het moment van het maximum van de eclips |
| Lengte op Max                      | Tijdsduur van de eclips op de plek met het maximum                                                    |
| Regio's in het gehele eclipsgebied | Gebieden waar de eclips of een gedeelte ervan te zien is                                              |
| Landen met het eclipspad           | Landen waar de eclips totaal of ringvormig te zien is                                                 |